# Isanthrene azia
Isanthrene azia là một loài bướm đêm thuộc phân họ Arctiinae, họ Erebidae.